# Viola tripartita
Viola tripartita är en violväxtart som beskrevs av Ell.. Viola tripartita ingår i släktet violer, och familjen violväxter. Inga underarter finns listade i Catalogue of Life.